# Stanislas Papczyński
Stanislas Papczyński (1631 - 1701), était un prêtre polonais, membre des Clercs réguliers des écoles pies, et fondateur de la congrégation des Pères marianistes de l'Immaculée Conception. Il est vénéré comme saint par l'Église catholique.

## Biographie
Stanislas de Jésus et de Marie, né sous le nom de Jan Papczyński, est né dans le village Podegrodzie, dans le Sud de la Pologne. Lors de ses études élémentaires, il fait la connaissance des Frères des écoles Pies, et à l'âge de 23 ans entre dans leur ordre. À 30 ans il reçoit l'ordination sacerdotale. 
Dix ans après avoir entamé son ministère de prêtre, il sentit l'inspiration de fonder un nouvel Institut religieux, celui des Pères marianistes de l'Immaculée Conception, pour évangéliser les campagnes, venir en aide aux plus miséreux, et prier pour le salut des âmes. Stanislas de Jésus et Marie ne cessa de développer sa fondation, et de former ses religieux dans le charisme propre à l'institut. 
Il mourut le 17 septembre 1701 au couvent de Góra Kalwaria, laissant derrière lui de nombreux écrits de spiritualité.

## Béatification et canonisation
- 1767 puis 1981 : introduction de la cause en béatification et canonisation.
- 13 juin 1992 : le pape Jean-Paul II lui attribue le titre de vénérable.
- 16 septembre 2007 : béatification célébrée à la Basilique Notre-Dame de Licheń par le cardinal Tarcisio Bertone au nom du pape Benoît XVI.
- 5 juin 2016 : canonisation célébrée Place Saint-Pierre, à Rome, par le pape François.

Fête liturgique fixée au 17 septembre.